# Martino di Bracara
Martino di Braga, in latino Martinus Bracarensis o Martinus Dumiensis (Pannonia, 520 circa – Braga, 579 circa), è stato vescovo di Braga; è venerato come santo dalla Chiesa cattolica che lo commemora il 20 marzo.

## Biografia
Non si sa molto della vita di Martino di Bracara, l'attuale Braga (Portogallo), il cui merito è dovuto alla conservazione e all'arricchimento del patrimonio culturale dell'Alto Medioevo, a contrastare la dispersione intellettuale di quel periodo.
Nacque in Pannonia e si fece monaco durante un pellegrinaggio in Palestina. Da qui si recò in Galizia, assieme ad alcuni monaci iberici conosciuti durante il pellegrinaggio. Vi arrivò nel 550 e nella penisola iberica fondò parecchi monasteri, ma si trovò a lottare contro il paganesimo di una parte dei suebi, che allora occupavano la Galizia che includeva il Nord del Portogallo, e gran parte delle Asturie e Leon, mentre gli altri Svevi si erano convertiti all'arianesimo. Durante il regno (550-559) di Carriarico e, molto probabilmente, anche sotto il regno di Teodemaro (559-570), suo successore, grazie all'influenza di san Martino di Braga, il popolo svevo si convertì al cattolicesimo, ponendo così fine alla tensioni seguite alla conversione all'arianesimo di Remismondo (459-469). All'inizio del regno di Teodemaro tutto il popolo svevo si era convertito al cattolicesimo insieme a lui, probabilmente per la predicazione dello stesso San Martino di Braga, che, nel 561, fu nominato vescovo di Braga, e con l'appoggio di Pelagio I, papa dal 556 al 561, convocò il 1º maggio 561 il primo concilio di Braga, che si protrasse sino al 563, con l'approvazione di Giovanni III.
Le sue grandi qualità di uomo virtuoso sono attestate da Gregorio di Tours e la sua passione per Seneca influenzò tanto le sue opere quanto la sua condotta.

## Opere
Martino di Braga fu un autore prolifico. Tra le altre cose raccolse ottantaquattro canoni conciliari per lo più greci, ma anche spagnoli e africani nella Collectio orientalium canonum, detta anche Capitula Martini, compilata dopo il 561 che ebbe grande importanza nel diritto canonico medievale. Tradusse in latino una raccolta di 109 proverbi attribuiti agli abati egizi (Sententiae patrum Aegyptiorum), e esortò e aiutò il monaco Pascasio, diacono di Dumio, al quale aveva insegnato il greco, a tradurre un'altra raccolta di detti, intitolata Verba seniorum. Oggi Martino è famoso soprattutto per il suo libro De correctione rusticorum, ove espone le difficoltà che ha la Chiesa a impiantarsi nell'ovest della Penisola iberica, e per la Formula vitae honestae, ritenuta ingiustamente un'opera di Seneca nel Medioevo e tradotto nelle principali lingue europee. In italiano esistono almeno dieci diverse volgarizzazioni di quest'opera.
Scrisse inoltre il De Ira, epitome del trattato senecano. La loro importanza risiede nel ruolo che hanno giocato nel salvare dall'oblio alcune nozioni fondamentali, relative alla dignità della vita morale e al valore assoluto della virtù, altrimenti difficili da tenere vive nell'ambiente culturale del tempo.
A lui si deve il fatto che la lingua portoghese, caso unico tra le lingue neolatine, abbia abbandonato i nomi dei giorni della settimana che si riferivano a divinità greco-romane, sostituendoli con un semplice numerale (segunda-feira per lunedì, terça-feira per martedì fino a sexta-feira per venerdì).

## Elenco delle opere
- Pro Repellenda Iactantia
- Item de superbia
- Exhortatio humilitatis
- Sententiae Patrum Aegyptiorum
- De ira
- De correctione rusticorum
- Formula vitae honestae, conosciuta anche come De quattuor virtutibus